# Winkysoft
Winkysoft Co., Ltd. (Winkysoft (株式会社ウィンキーソフト, Kabushiki-kaisha Uinkiisofuto)) était une société japonaise de jeu vidéo basée à Suita (Préfecture d'Osaka), qui a été fondée en 1983. Elle a travaillé souvent pour Banpresto. Elle a été mise en liquidation en décembre 2015.

## Liste des jeux (partielle)
- The Adventures of Tom Sawyer (1989, Famicom, NES)
- série Super Robot Wars
- Mazinger Z (1993, SNES)
- Denjin Makai ou Ghost Chaser Densei (1993, Arcade, SNES)
- Guardians (Denjin Makai II) (1995, Arcade)
- Tōkyō Myū Myū (2002, Playstation)